# Дустлік (футбольний клуб)
Футбольний клуб «Дустлик» або просто «Дустлик» (узб. Do'stlik futbol klubi) — колишній узбецький професіональний футбольний клуб з селища Янгібазар Ташкентської області.

## Колишні назви
- 1963—1991 — «Політвідділ»
- 1992 год — «Політвідділ-РУОР»
- 1993—1995 — «Політвідділ»
- 1996—2009 — «Дустлик»

## Історія
Клуб був заснований в 1963 році в місті Янгибазар в Ташкентській області, за 20 км від столиці, він мав назву «Політвідділ», під якою виступав до 1996 року, коли клуб було перейменовано в ФК «Дустлик».
На міжнародному рівні він брав участь в Лізі чемпіонів АФК 2001 року, де в першому раунді турніру він мав зустрітися з клубом «Варзоб» (Душанбе), але через громадянську війну «Дустлик» відмовився їхати до Таджикистану, тому Дустлик було оштрафовано на 10 тисяч долларів США і виключено з турніру.
Команда зникла перед початком сезону 2009 року через фінансові проблеми.

## Досягнення
- Перша ліга Чемпіонату СРСР з футболу:

 3-тє місце — 1966.
- Кубок СРСР з футболу:

1965, 1967/1968, 1969 — 1/32 фіналу
- Чемпіонат Узбекистану:

 Чемпіон 1999, 2000.
- Кубок Узбекистану:

 Переможець 1999/2000

## Статистика виступів у чемпіонатах
| Сезон | Чемпіонат | Чемпіонат | Чемпіонат | Чемпіонат | Чемпіонат | Чемпіонат | Чемпіонат | Чемпіонат | Чемпіонат | Кубок Узбекистану | Найкращий бомбардир | Найкращий бомбардир |
| Сезон | Див.      | Міс.      | Іг.       | В         | Н         | П         | ЗМ        | ПМ        | О         | Кубок Узбекистану | Ім'я                | Чемпіонат           |
| ----- | --------- | --------- | --------- | --------- | --------- | --------- | --------- | --------- | --------- | ----------------- | ------------------- | ------------------- |
| 1999  | 1-ше      | 1         | 30        | 20        | 4         | 6         | 79        | 45        | 64        |                   |                     |                     |
| 2000  | 1-ше      | 1         | 38        | 30        | 4         | 4         | 108       | 44        | 94        | Переможець        |                     |                     |
| 2001  | 1-ше      | 9         | 34        | 14        | 5         | 15        | 73        | 60        | 47        |                   |                     |                     |
| 2002  | 1-ше      | 8         | 30        | 11        | 2         | 17        | 37        | 49        | 35        |                   |                     |                     |
| 2003  | 1-ше      | 11        | 30        | 10        | 3         | 17        | 40        | 59        | 33        |                   |                     |                     |

## Виступи на континентальних турнірах
| 2000–01 | Ліга чемпіонів АФК | Перший раунд | Варзоб (Душанбе) | т/п1 |

1 ФК «Дустлик» не з'являвся на 1-ий матч в Душанбе через громадянську війну в Таджикистані; вони були дисквалфіковані та оштрафовані на 10,000 $.

## Відомі гравці
- Михайло Ан
- Дмитро Ан
- Володимир Щербаков
- Жафар Ірісметов
- Ойбек Усманходжаєв
- Нумон Хасанов
- Бахтійор Ашурматов
- Абдукахор Марифалієв
- Фарид Хабібулін
- В'ячеслав Пономарьов
- Ігор Таран